# Geology
Geology é um periódico científico revisado por pares da Sociedade Geológica da América (GSA). Em 2006, a GSA declarou que é a revista científica mais lida no campo das ciências da Terra. É publicada mensalmente, com cada edição contendo 20 ou mais artigos.
Um dos objetivos do periódico é fornecer um espaço para artigos mais curtos (quatro páginas cada) e menos foco em artigos de pesquisa puramente acadêmica. De acordo com o Journal Citation Reports, o periódico teve um fator de impacto de 5,399 em 2020.  A revista está indexada no Scopus e no SCImago.